# Nederlands Parfumflessen Museum
Het Nederlands Parfumflessen Museum was van 1989 tot 2017 een Nederlands museum in het Noord-Hollandse Winkel.

## Geschiedenis
Het museum opende in 1989 en ontving uiteindelijk ruim tienduizend bezoekers per jaar. In 2017 werd het om gezondheidsredenen van de oprichtster en eigenaresse opgeheven, waarna de inventaris werd verkocht en een deel van de collectie in Parijs werd geveild.

## Collectie
Het museum beschikte over een collectie van ruim 7000 parfumflessen, waaronder flacons van de Spaanse kunstenaar Salvador Dalí en de Franse juwelier Lalique. Het organiseerde in 2011 een bijzondere tentoonstelling om te gedenken dat Lalique 150 jaar eerder geboren was, met parfumflessen ontworpen door René Lalique (1860-1945), zijn zoon Marc Lalique (1900-1977) en zijn kleindochter Marie Claude Lalique (1936-2003).

## Gebouw
Het museum was gevestigd in het voormalige raadhuis uit 1599. Het pand is een provinciaal monument en gerestaureerd voordat het museum het betrok.

## Trivia
- Het Nederlands Parfumflessen Museum werd vaak het Parfummuseum genoemd. Er zijn verschillende parfummusea, onder meer het Duftmuseum in Keulen, het Museu del Perfum in Barcelona en het Musée international de la Parfumerie in Grasse.